# Rábade
Rábade település Spanyolországban, Lugo tartományban. Rábade Begonte és Outeiro de Rei községekkel határos. Lakosainak száma 1499 fő (2024).

## Népesség
A település népessége az elmúlt években az alábbi módon változott:
| Lakosok száma | 1601 | 1630 | 1699 | 1711 | 1674 | 1604 | 1519 | 1501 | 1503 | 1499 |
|               | 2001 | 2004 | 2007 | 2009 | 2012 | 2014 | 2017 | 2019 | 2022 | 2024 |